# Aleksios Danatsidis
Aleksios Danatsidis (grec. Αλέξης Ντανατσίδης, ur. 20 czerwca 1993) – grecki judoka i sambista. Olimpijczyk z Tokio 2020, gdzie zajął siedemnaste miejsce w wadze półśredniej.
Uczestnik mistrzostw świata w 2015, 2017, 2018, 2019 i 2021. Startował w Pucharze Świata w latach 2010–2012, 2014, 2018 i 2019. Brązowy medalista igrzysk śródziemnomorskich w 2018. Mistrz świata juniorów w 2013. Wicemistrz świata w sambo w 2017 roku.

## Letnie Igrzyska Olimpijskie 2020
| Konkurencja | Eliminacje                     | Klas. końcowa |
| Konkurencja | Przeciwnik I                   | Miejsce       |
| ----------- | ------------------------------ | ------------- |
| 81 kg       | Antoine Valois-Fortier (CAN) P | 17.           |

## Mistrzostwa świata w judo

### Astana 2015
- Pokonał Antti Virtę z Finlandii i Tejena Tejenova z Turkmenistanu, a przegrał z Loïcem Pietrim z Francji[10].

### Budapeszt 2017
- Wygrał z Pape Ndiayem z Francji, a przegrał z Saeidem Mollaeim z Iranu[11].

### Baku 2018
- Wygrał z Dorinem Gotonoagą z Mołdawii, a przegrał z Eduardo Santosem z Brazylii[12].

### Tokio 2019
- Wygrał ze Stuartem McWattem z Wielkiej Brytanii, Marco Maddalonim z Albanii i Alexanderem Wieczerzakiem z Niemiec, a przegrał z Sharofiddinem Boltaboevem z Uzbekistanu[13].

### Budapeszt 2021
- Wygrał z Akmalem Murodovem z Tadżykistanu i Vladimirem Zoloevem z Kirgistanu, a przegrał z Tato Grigalashvilim z Gruzji[14].